# 欧根·洛博
欧根·洛博（捷克語：Eugen Löbl，1907年5月14日—1987年8月8日），犹太人，是斯洛伐克的经济学家、政治家、教育家。曾担任捷克斯洛伐克的外贸部副部长。1949年被捕，1952年以叛国罪、间谍罪判处无期徒刑。1960年获释平反。1968年布拉格之春后移民国外。1987年在纽约去世。